# Bassus leucotretae
Bassus leucotretae är en stekelart som först beskrevs av Nixon 1941.  Bassus leucotretae ingår i släktet Bassus och familjen bracksteklar. Inga underarter finns listade.